# Caldeira da Graciosa

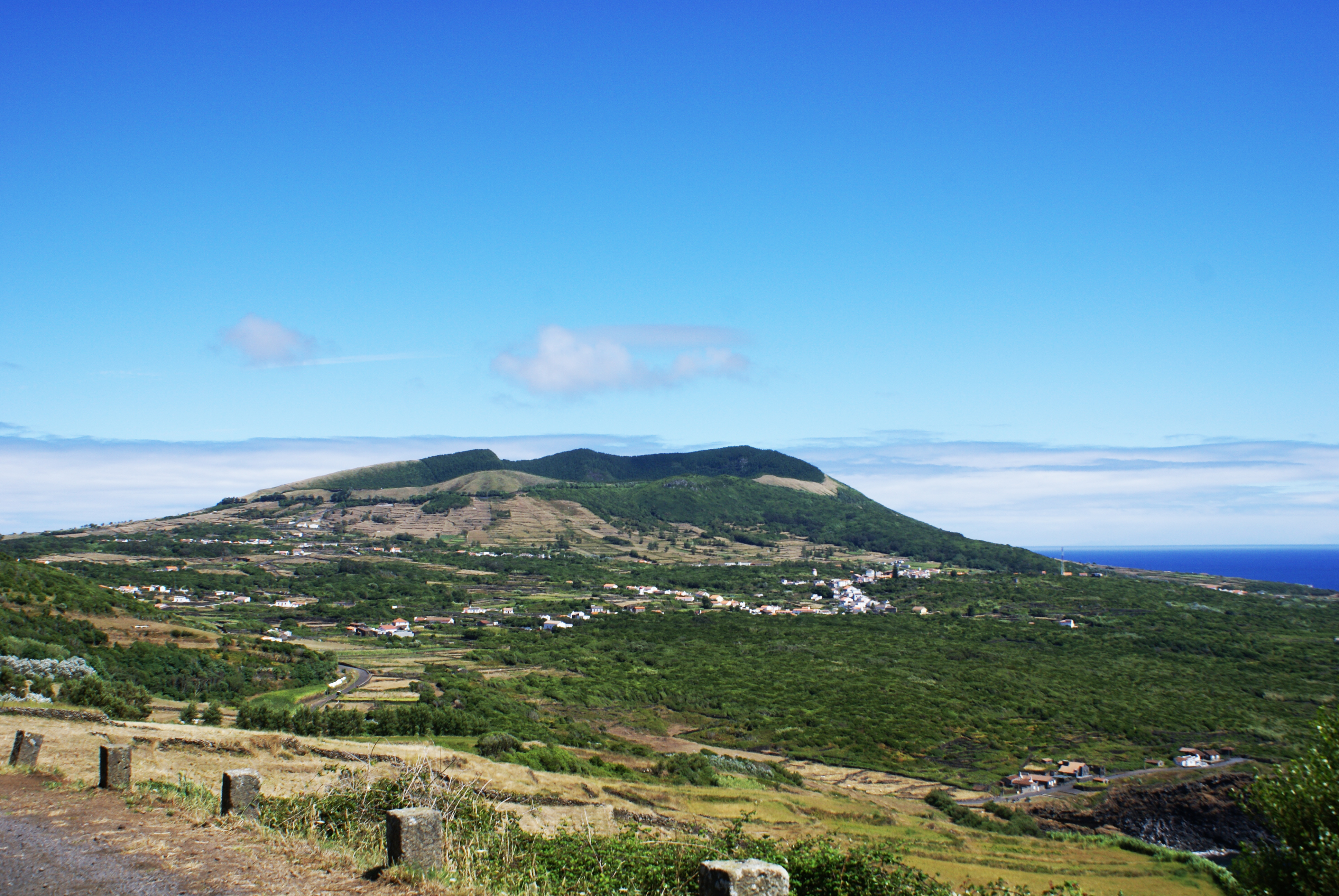
Vulcão central, montanha sobranceira à Vila da Praia, ilha Graciosa, Açores, Portugal.

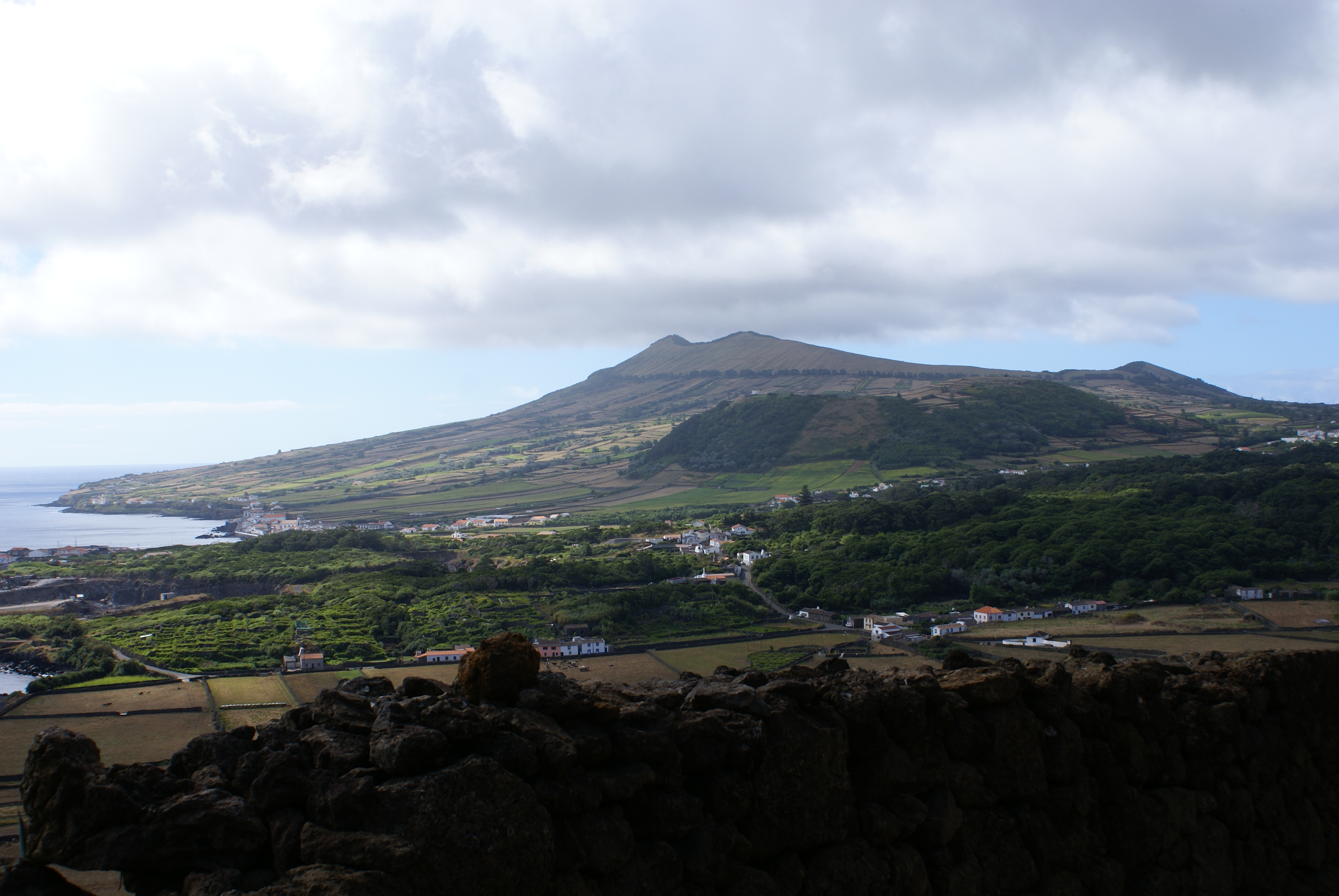
Caldeira da Graciosa, vulcão visto da localidade da Fajã (Santa Cruz da Graciosa).

A Caldeira da Graciosa que se constitui no Monumento Natural da Caldeira da Graciosa é uma formação geológica de origem vulcânica localizada no concelho de Santa Cruz da Graciosa, ilha Graciosa, Açores.
Esta caldeira vulcânica denominada Caldeira da Graciosa caracteriza-se, pelo ponto de vista da morfologia vulcânica por ter duas regiões principiais: Trata-se de um vulcão poligenético com cerca de 2 quilómetros quadrados, e ocupa toda a parte sudeste da ilha da ilha Graciosa junto com uma plataforma orientada no sentido NW, que forma uma região de natureza basáltica com cerca de 40 quilómetros quadrados e é constituída por cerca de 55 cones monogenéticos  ou cones de escórias com escoadas lávicas associadas. 
O Vulcão da Caldeira da Graciosa tem um diâmetro basal de cerca de 4,4 quilómetros e uma altitude máxima de 405 metros, tratando-se assim de um vulcão relativamente baixo mas bastante espraiado. 
Este vulcão tem uma depressão elíptica no seu topo, com 1,6 x 0,8 quilómetros de diâmetro. Esta caldeira teve origem por subsidência, e assentação de materiais e está associada a erupções siliciosas explosivas do tipo pliniano, que terão ocorrido há cerca de 12 200 anos.
No interior desta caldeira existe uma Gruta vulcânica de apreciáveis dimensões formada principalmente pelo recuo dos materiais fundentes, formados pelas lavas correntes de baixa viscosidade e que deram origem à denominada Furna do Enxofre que na prática se trata de um respiradouro vulcânico por onde há a saída de gases sulfurosos, tendo no fundo uma lagoa de água fria. 
Este importante campo de desgasificação é formado por uma fumarola contínua que oscila com as condições ambientais a grande profundidade. Apresenta ainda lamas e emanações gasosas difusas de dióxido de carbono, que se libertam de forma imperceptível em diversas áreas do chão da gruta.